# شباط (تعز)
شباط هي إحدى قرى الجمهورية اليمنية. تتبع جغرافيا لمحافظة تعز وإداريًا لمديرية المعافر. يبلغ تعداد سكانها 4304 نسمة حسب الإحصاء الذي أجري عام 2004.